# Perania nasuta
Perania nasuta là một loài nhện trong họ Tetrablemmidae.
Loài này thuộc chi Perania. Perania nasuta được Schwendinger miêu tả năm 1989.